# Johannserkogel
Johannserkogel är en kulle i Österrike.   Den ligger i  förbundslandet Wien, i den östra delen av landet, 12 km väster om huvudstaden Wien. Toppen på Johannserkogel är 377 meter över havet, eller 69 meter över den omgivande terrängen. Bredden vid basen är 0,91 km.
Terrängen runt Johannserkogel är kuperad åt nordväst, men åt sydost är den platt. Runt Johannserkogel är det mycket tätbefolkat, med 3 134 invånare per kvadratkilometer.. Närmaste större samhälle är Wien, 11,6 km öster om Johannserkogel. 
I omgivningarna runt Johannserkogel växer i huvudsak blandskog.